# Зниклий безвісти (фільм, 1943)
«Зниклий безвісти» (рос. «Пропавший без вести») — кіноновела 1943 року у складі художнього фільму «Рідні береги» («3 гвардійці» і «Зниклий безвісти»), знятого на Ташкентській кіностудії. На радянському екрані фільм не демонструвався.

## Сюжет
Фільм присвячений морякам-підводникам.

## У ролях
«Зниклий безвісти»:
- Валентин Щеглов — Сергій Лазарєв, лейтенант
- Іван Бобров — старшина
- Дмитро Вурос — епізод
- Семен Гольдштаб — епізод
- А. Трушин — матрос
- Віктор Проклов — матрос Любушкін
- Андрій Сова — матрос
- Григорій Михайлов — матрос Іванченко
- Лідія Смирнова — радистка (немає в титрах)
- Олександр Хвиля — капітан 1-го рангу (немає в титрах)
- Афанасій Бєлов — німецький радист (немає в титрах)

## Знімальна група
- Режисер-постановник: Володимир Браун
- Сценаристи: Борис Ласкін, Йосип Склют
- Оператор-постановник: Яків Куліш
- Композитор: Дмитро Клебанов